# Eustachy Sapieha
Príncipe Eustachy Kajetan Sapieha-Roszanski (Białka Szlachecka, Reino de Galitzia y Lodomeria, 2 de agosto de 1881, Nairobi, Kenia Británica, 20 de febrero de 1963) fue un noble y diplomático polaco del periodo de entreguerras. Fue uno de los negociantes del Tratado de Trianón, representando a la comisión polaca que asistió como observadora del tratado.

## Primeros años
Nacido en el seno de una de las principales familias de la aristocracia polaca, los Sapieha, de la rama Sapieha-Roszanski, el príncipe Eustachy Sapieha sería primero enviado a estudiar al reino Unido, en Eton College y después enviado a Suiza, en donde cursaría la carrera de silvicultura, obteniendo su título de ingeniero. Luego, se dedicaría a administrar las propiedades familiares correspondientes a la rama Roszanski de los Sapieha, casándose con Teresa Izabela Lubomirska en 1909.

## Primera Guerra Mundial
Llegada la Primera Guerra Mundial, colabora primero con los ocupantes alemanes en Varsovia, haciendo parte del consejo central de bienestar (Rada Główna Opiekuńcza), organización de asistencia y beneficencia que funcionaría hasta 1921, y con posterioridad delegado en el consejo provisional de estado del reino de Polonia. Es en este tiempo en el cual inicia su incipiente carrera diplomática, sirviendo como puente entre el consejo de regencia y otras organizaciones, sin éxito. En ese lapso de tiempo colabora con el mariscal Piłsudski el cual notaria el enorme potencial del noble y diplomático. Sin embargo, al notar las fuertes tendencias a la izquierda del mariscal, decide apartarse. Por otra parte, participa como uno de los conspiradores del golpe de Estado de 1919 contra el primer ministro Jędrzej Moraczewski, siendo arrestado y procesado, pero a su vez indultado tiempo más tarde.

## Guerra polaco-soviética y periodo de entreguerras
Al iniciar la guerra polaco-soviética, se enlista en la caballería como lancero, destacándose por su valentía y temeridad. Sin embargo, destacaría más en el campo de la diplomacia, siendo enviado por Pilsudski en calidad de ministro plenipotenciario al Reino Unido. Aun en medio de las diferencias, Pilsudski a través de su primer ministro Władysław Grabski lo nombra ministro de relaciones exteriores, cargo que conserva hasta el final del mandato de Wincenty Witos.

### Acercamiento con Francia y Rumania
Destaca durante este periodo, la firma del acuerdo mutuo polaco-francés en el cual se definia claramente el apoyo de Francia en caso de una invasión o agresión hacia Polonia, mismo acuerdo que sería firmado con Rumania en el marco de una serie de alianzas defensivas que ayudasen a frenar el expansionismo futuro de cualquier potencia. Sin embargo, la política de alianzas construida por el príncipe Eustachy Sapieha fue fuertemente criticada. Así mismo intentó unificar a Lituania en el mismo sistema de alianzas, sin ningún tipo de éxito.

## Carrera Parlamentaria y Segunda Guerra Mundial
Después de terminada su carrera como diplomático, es elegido para una curul en el Sejm como candidato del bloque no-partidista, desempeñando sus funciones parlamentarias entre 1928 y 1929. Luego, se retiraría de la vida pública junto con su esposa, en su finca de Grodno, donde sería apresado por las fuerzas de ocupación soviéticas durante la invasión soviética del año 1939. Remitido a Moscú, fue procesado por sus "actividades antisoviéticas" y condenado a muerte, aunque al final fue indultado y llevado a la prisión de Lubianka, de donde sería liberado en 1941. 
Luego, el gobierno polaco en el exilio gestionaría su evacuación hacia África, vía Teherán. Allí pasaría los restantes años de la guerra, además de que nunca regresaría a Polonia en lo que le quedara de vida. 

## Postguerra y muerte
En reconocimiento a sus servicios, el gobierno en el exilio lo condecora con la orden del águila blanca. Permanecería en Nairobi por el resto de sus días hasta su fallecimiento, en 1963. 